# Euryophiurida
Super-ordre
Les Euryophiurida sont un sous-ordre d'ophiures (échinodermes). 

## Systématique
Ce groupe, érigé en 2017, contient seulement deux ordres : les Euryalida (3 familles) et les Ophiurida (5 familles), dont une majorité d'espèces d'eaux profondes. Toutes les autres ophiures contemporaines appartiennent au sous-ordre rival des Ophintegrida. 

## Classification
Selon World Register of Marine Species (24 mars 2018) :
- ordre Euryalida Lamarck, 1816
  - famille Asteronychidae Ljungman, 1867
  - famille Euryalidae Gray, 1840
  - famille Gorgonocephalidae Ljungman, 1867
- ordre Ophiurida Müller & Troschel, 1840 sensu O'Hara et al., 2017
  - sous-ordre Ophiomusina O'Hara et al., 2017
    - famille Ophiomusaidae (O'Hara, Stöhr, Hugall, Thuy, Martynov, 2018)
    - famille Ophiosphalmidae (O'Hara, Stöhr, Hugall, Thuy & Martynov, 2018)
    - Ophiomusina incertae sedis

  - sous-ordre Ophiurina Müller & Troschel, 1840 sensu O'Hara et al., 2017
    - famille Astrophiuridae Sladen, 1879
    - famille Ophiopyrgidae Perrier, 1893
    - famille Ophiuridae Müller & Troschel, 1840
    - Ophiurina incertae sedis

  - Ophiurida incertae sedis

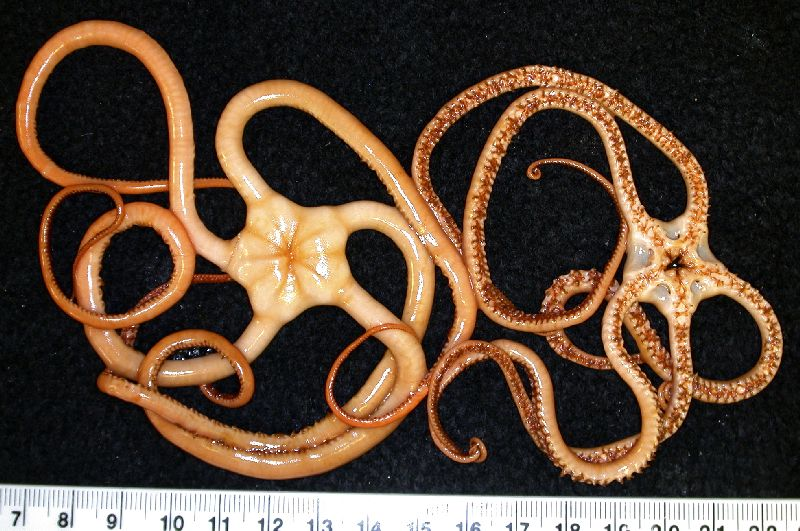
Astrodia tenuispina (Asteronychidae).
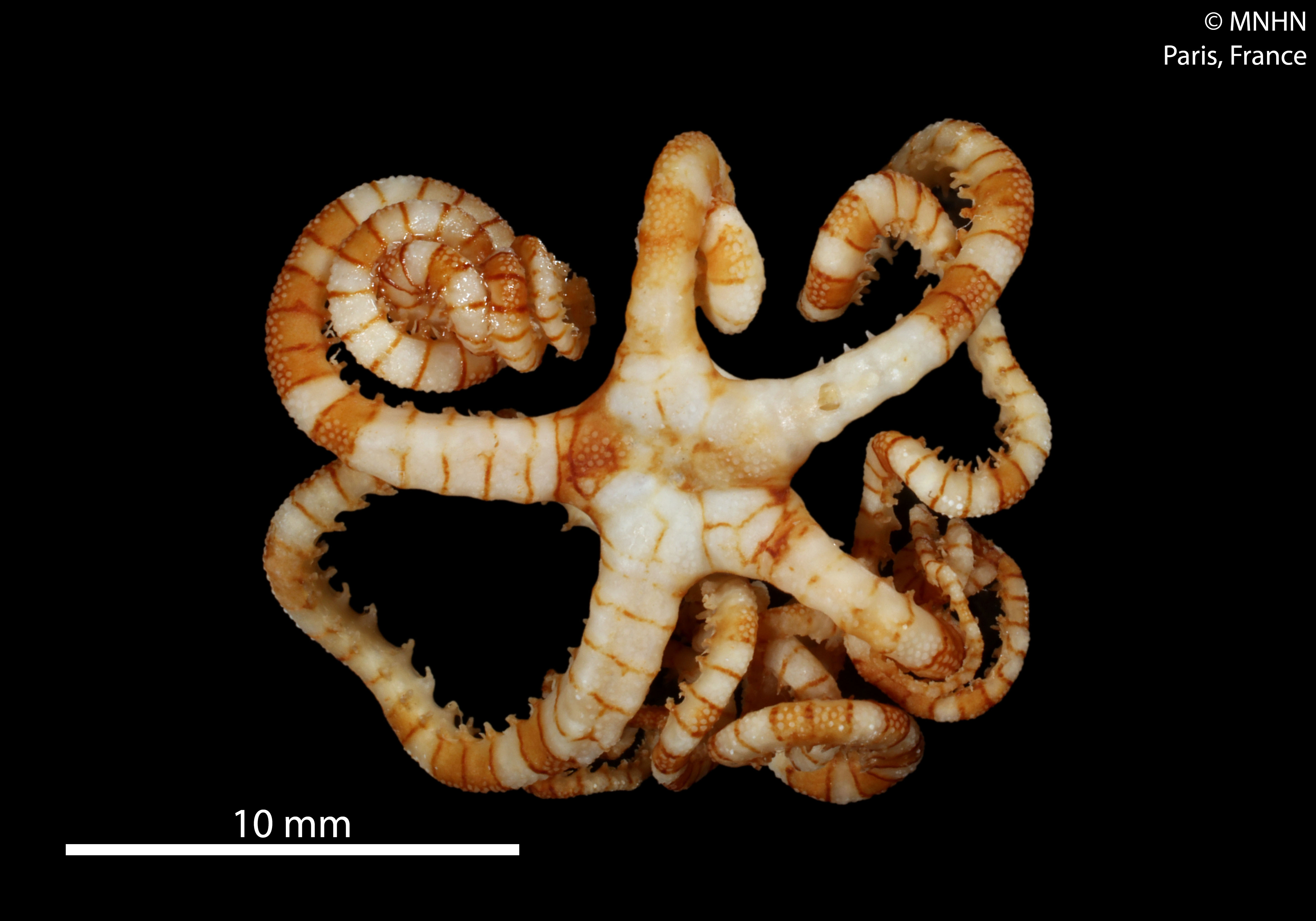
Astroceras aurantiacum (Euryalidae).
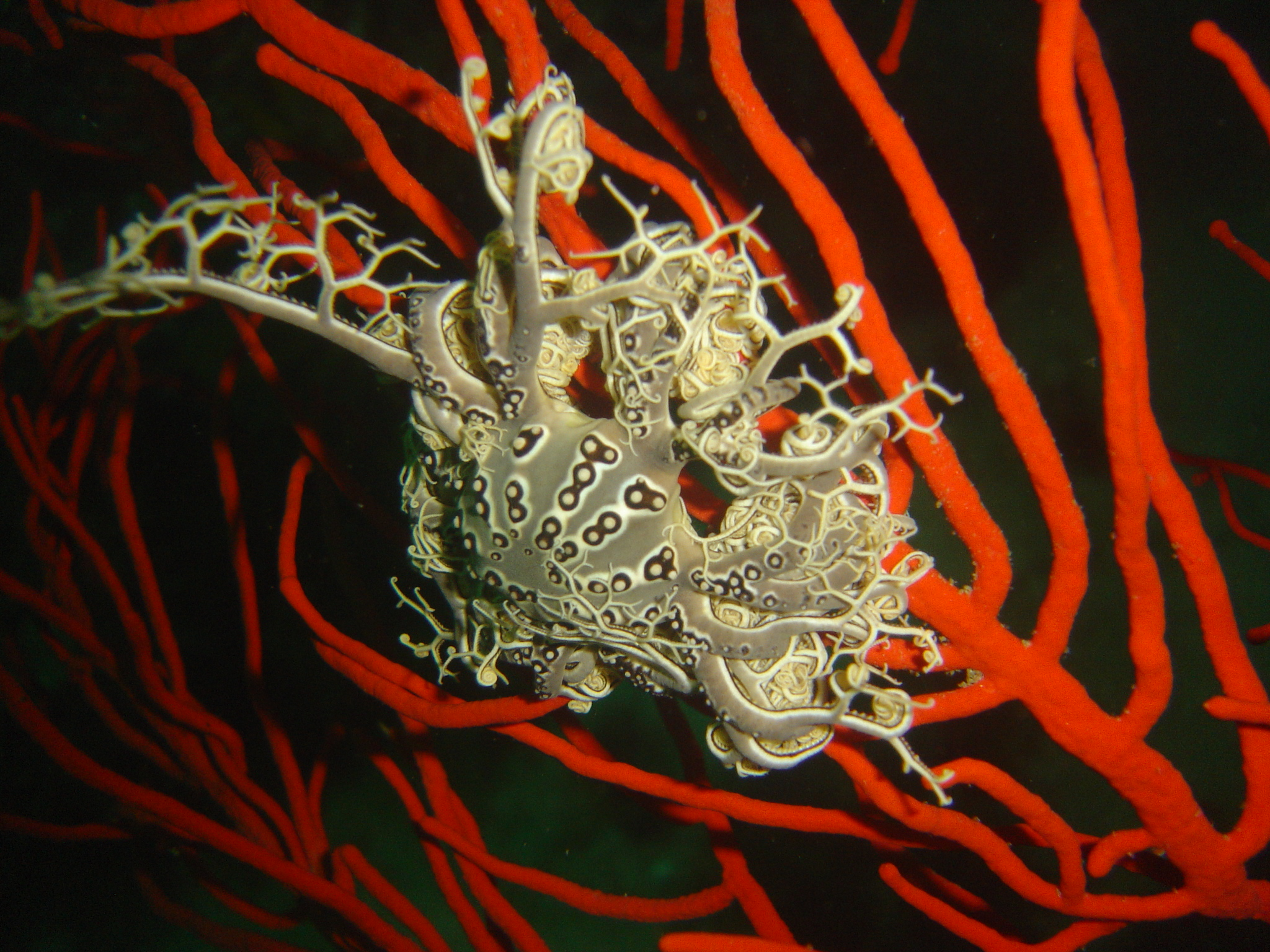
Astrocladus euryale (Gorgonocephalidae).
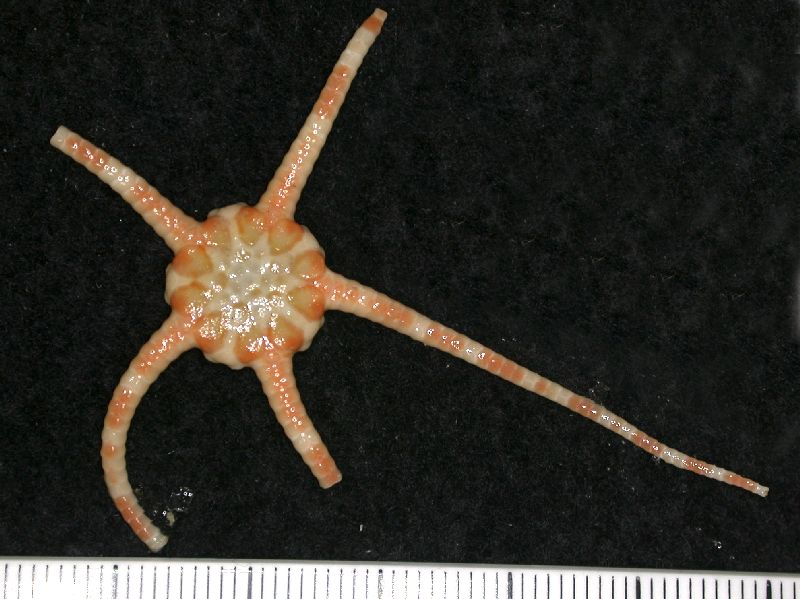
Ophiomusa australe (Ophiomusaidae).
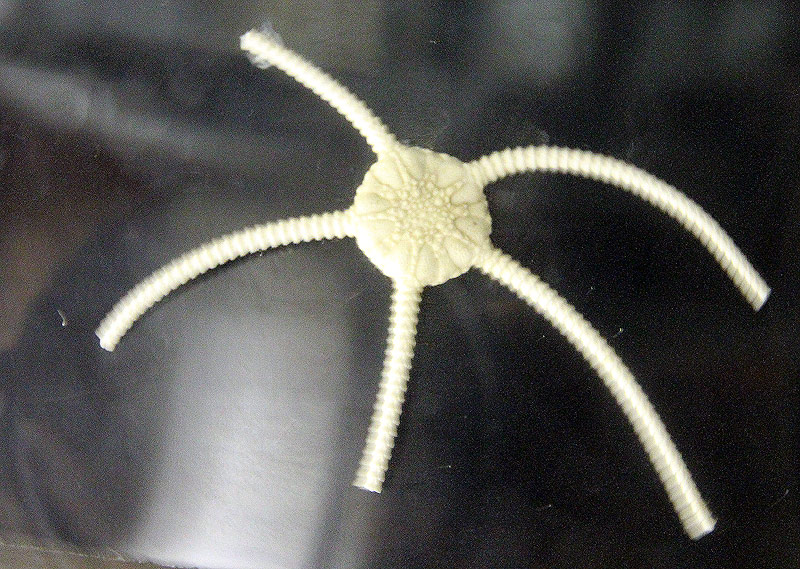
Ophiomusium lymani (Ophiosphalmidae).
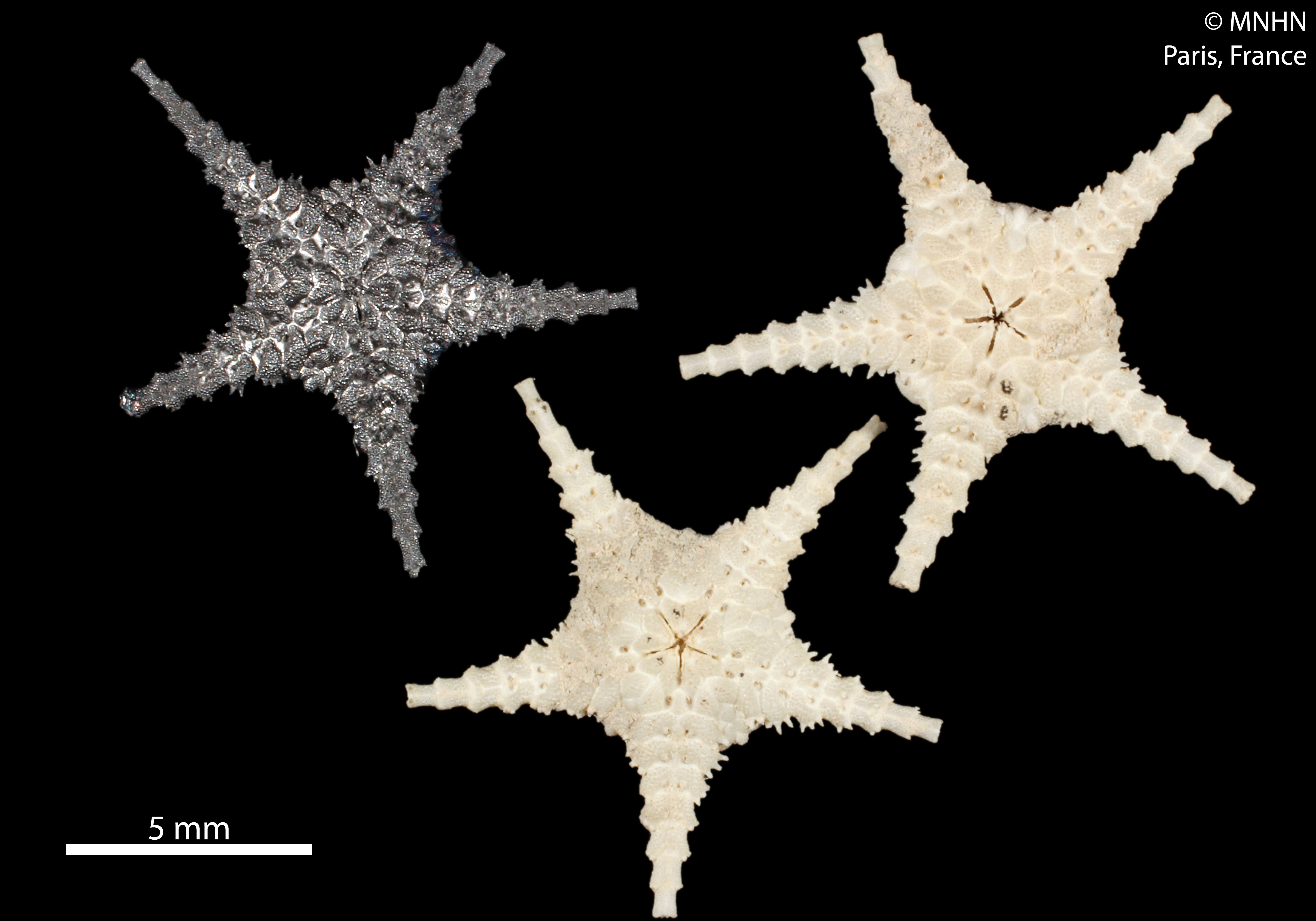
Ophiomisidium crosnieri (Astrophiuridae).
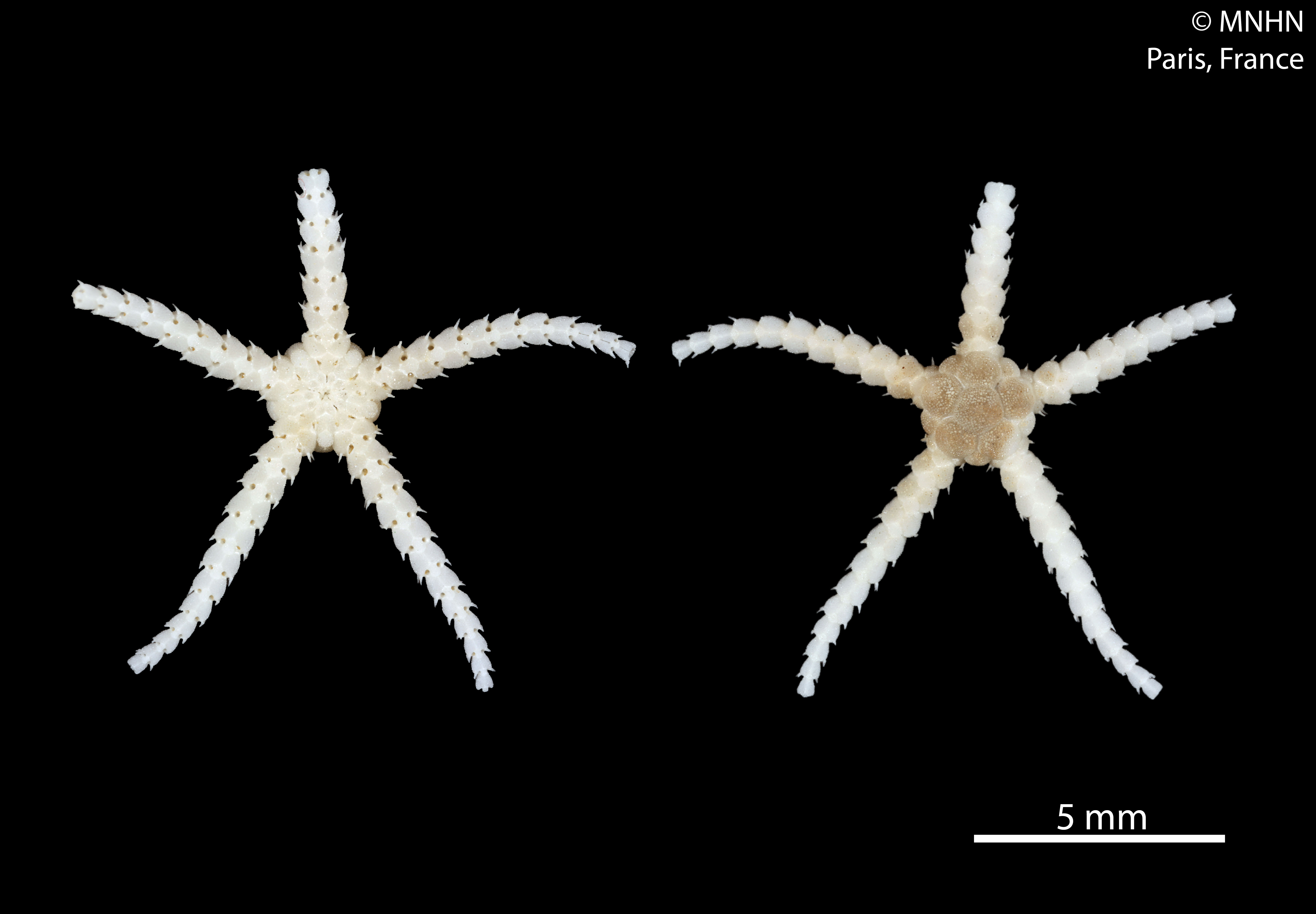
Ophiopyrgus biocalae (Ophiopyrgidae).
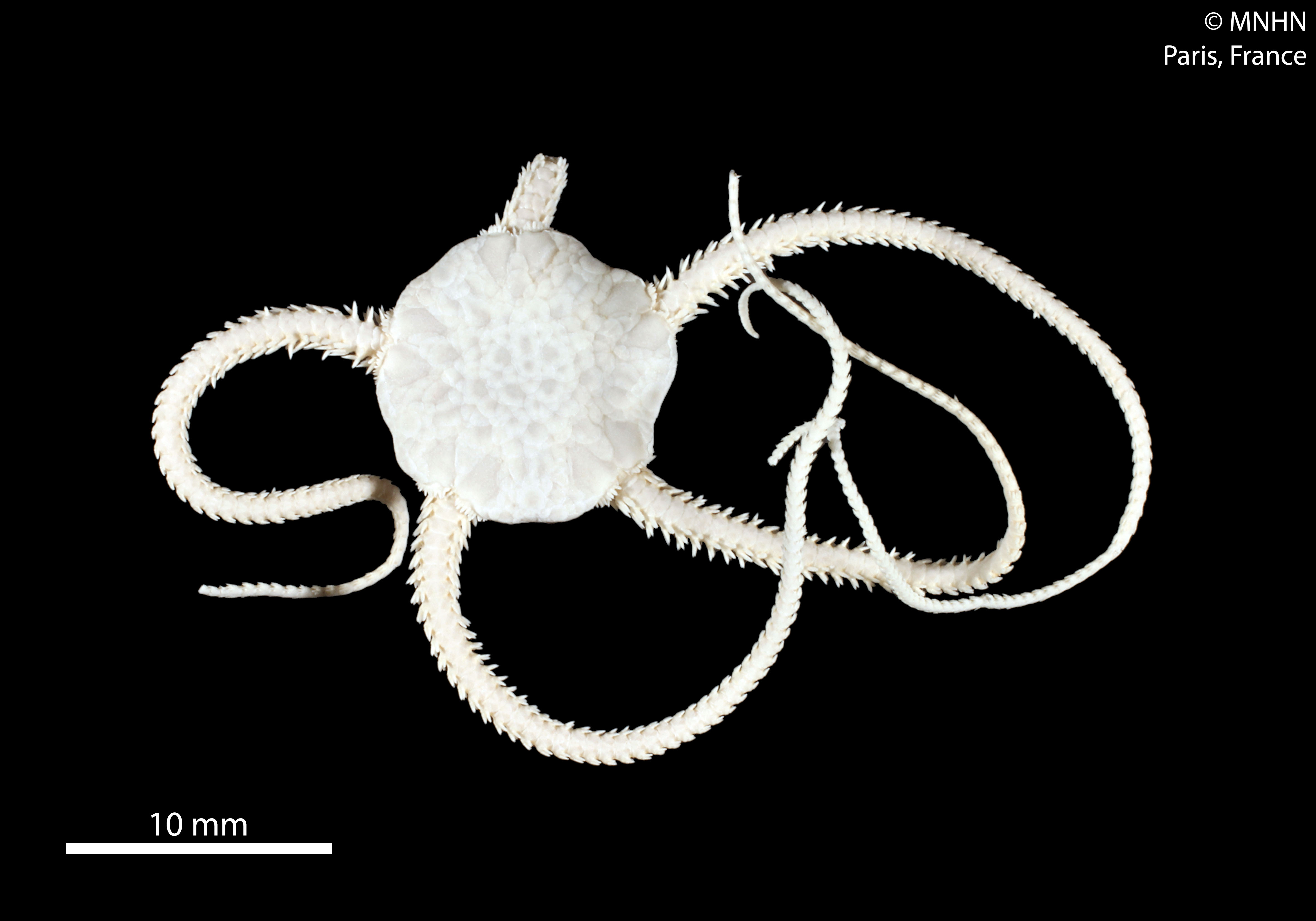
Spinophiura jolliveti (Ophiuridae).

## Publication originale
- (en) Timothy D O'Hara, Andrew F. Hugall, Ben Thuy, Sabine Stöhr et Alexander Vladimirovitch Martynov, « Restructuring higher taxonomy using broad-scale phylogenomics: The living Ophiuroidea », Molecular Phylogenetics and Evolution, Academic Press et Elsevier, vol. 107,‎ 8 décembre 2016, p. 415-430 (ISSN 1055-7903 et 1095-9513, PMID 27940329, DOI 10.1016/J.YMPEV.2016.12.006).